# Słowo o ruinie ziemi ruskiej

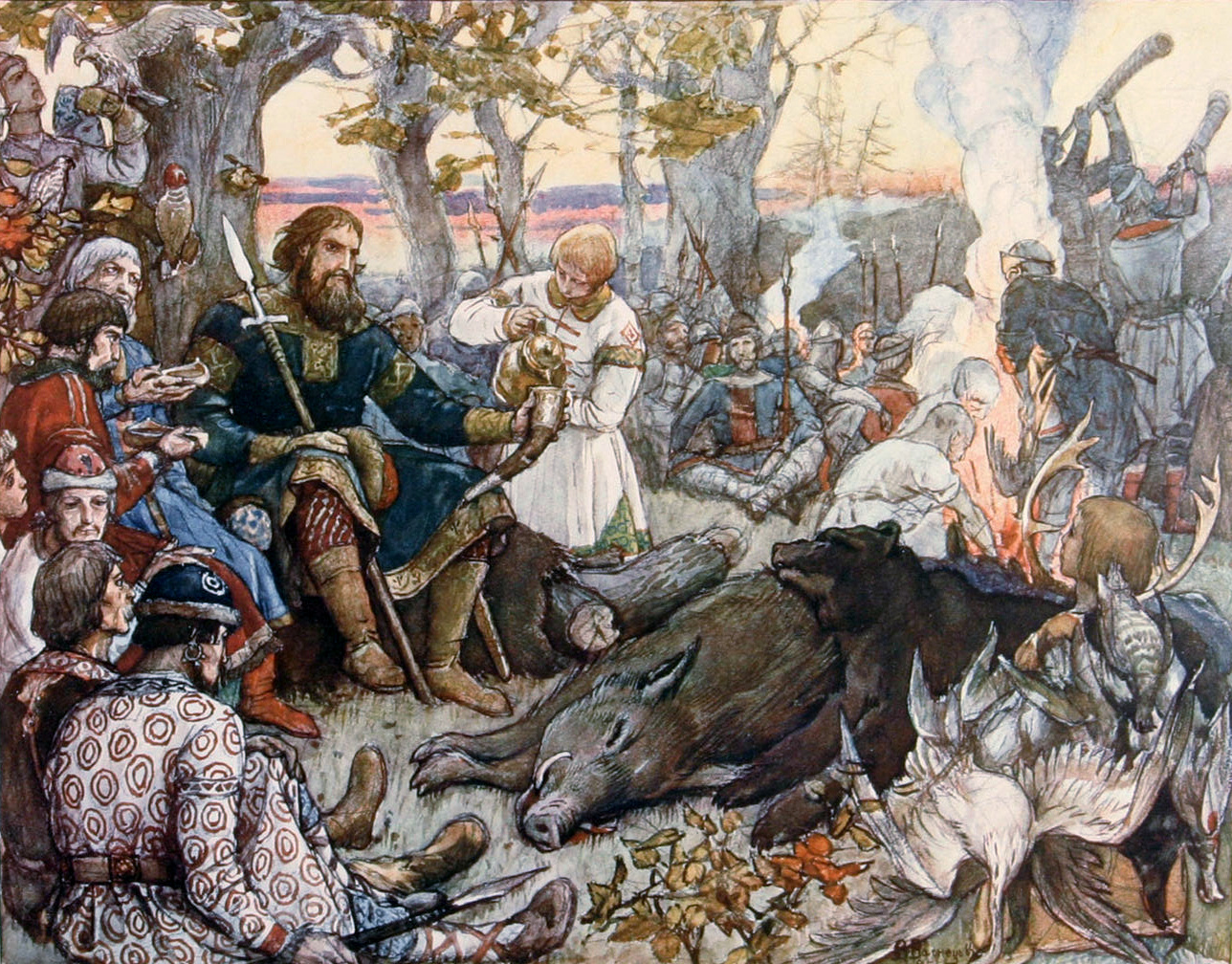
Włodzimierz Monomach na polowaniu. Postać księcia jest przedmiotem szczególnej idealizacji w Słowie o ruinie ziemi ruskiej

Słowo o ruinie ziemi ruskiej (oryg. Слово о погыбели Рускыя земли), Słowo o upadku ziemi ruskiej – zabytek literatury staroruskiej, zachowany do naszych czasów w dwóch fragmentach. Powstał w Kijowie na początku 1238 r. Zachowane fragmenty stanowiły jedynie fragment wstępu do większej całości, którą mogła być pierwsza, zaginiona wersja Żywota Aleksandra Newskiego. 
Zdaniem Dymitra Lichaczowa tekst ten stanowił jedynie wstęp dla dłuższego dzieła poświęconego zniszczeniom powstałych na Rusi po napaści mongolskiej w latach 1237–1238. Badacz ten odrzuca jednak tezę o związku Słowa... z Żywotem Aleksandra Newskiego. Dokładny czas powstania utworu ustalony został na podstawie wzmianek o Jarosławie Wsiewołodowiczu oraz o jego bracie Juriju. Cechy języka tekstu oraz pojawiające się w nim motywy typowe dla kultury ludowej południowej Rusi wskazują, iż jego autor najprawdopodobniej pochodził z tego właśnie obszaru, jednak pisząc tekst przebywał na terenach bardziej wysuniętych na północ i był naocznym świadkiem opisywanych wydarzeń, w tym zniszczenia miasta Włodzimierza i innych ośrodków miejskich regionu. 
Zachowany tekst dzieli się na dwie wyraźne części: opis dawnej potęgi, bogactwa i piękna ziemi ruskiej oraz porównanie siły Rusi z sąsiadami. Częste wykorzystanie paralelizmów składniowych zmienia pierwszą część w poetyckie wyliczenie zalet Rusi na wszelkich polach: świata roślin i zwierząt, społeczeństwa i jego organizacji, postaci książąt, spośród których szczególnej idealizacji poddaje Włodzimierza Monomacha. W podobnej formie enumeracji utrzymany jest ustęp poświęcony sąsiadom kraju, w którym również poprzez kontrast autor podkreśla wspaniałość swojego kraju, przesadnie ukazując siłę Rusi i jej władców (wywyższając silną władzę centralną). Cały tekst utrzymany jest w niezwykle emocjonalnym tonie, jest bogaty w epitety, autor wykazuje silnie przywiązanie do swojego kraju i jego przywódców. Ryszard Łużny jest zdania, że zachowany do naszych czasów fragment był jedynie wstępem dla stanowiącego zasadniczy temat utworu opisu zniszczeń, jakie przyniósł na Rusi napad mongolski. 
Wysoki poziom poezji Słowa... oraz silny przekaz patriotyczny sprawiają, że tekst ten jest często zestawiany ze Słowem o wyprawie Igora jako jedno z największych osiągnięć literatury staroruskiej.